# نوویی کالینیف
نوویی کالینیف (به انگلیسی: Novyi Kalyniv) نام شهری واقع در استان لویو اوکراین است. جمعیت شهر ۴,۲۵۶ (۲۰۲۱ تخمینی) نفر بوده است.